# Chomętowo (powiat choszczeński)
Chomętowo (niem. Großgut) – osada sołecka w Polsce położona w województwie zachodniopomorskim, w powiecie choszczeńskim, w gminie Drawno. W latach 1975–1998 miejscowość administracyjnie należała do województwa gorzowskiego. W roku 2007 osada liczyła 358 mieszkańców. 
Osada wchodząca w skład sołectwa:Sieniawa.
Leśniczówka wchodząca w skład sołectwa: Skrzaty.
Gajówka wchodząca w skład sołectwa: Zalesie.

## Geografia
Osada leży ok. 2,5 km na południowy wschód od Drawna, między Drawnem a miejscowością Niemieńsko.

## Zabytki i atrakcje turystyczne
- pozostałości pałacu z drugiej połowy XVIII w.